# Stadsarkitekt
En stadsarkitekt er en arkitekturekspert i bygningskunst, der er ansat af en kommune eller by til at behandle spørgsmål vedrørende byggetilladelser, zoneplaner og kommuneplaner. Stadsarkitektens arbejdsplads i kommunen omtales oftest som byggeafdelingen eller stadsarkitektens kontor. I ældre tid omfattede jobbet som stadsarkitekt i en del tilfælde også det at designe offentlige bygninger.

## Historie
I Danmark ansatte man for første gang stadsarkitekter i forbindelse med etableringen af Stadsarkitektens Bureau i København den 1. november 1886. Arkitekterne repræsenterede forskellige stilarter lige fra nyklassicisme og brutalisme, videre over til funktionalisme og en tilpasset imødekommelse af københavnernes behov. Rådmandsgade Skole fra 1889 er et eksempel på, at stadsarkitekten har fulgt borgernes og byens ønsker for indretningen af elevernes skoledage, idet man har skabt et skolekøkken med spisesal og en kælder med baderum. På denne måde satte stadsarkitekterne deres præg på København, ikke alene med byggerier, men også med skabelsen af gader, parker og pladser og lignende byrum.
Også i Aarhus fik man oprettet en stadsarkitektstilling, dog først i oktober 1919. Den første stadsarkitekt var Frederik Draiby, der frem til 1943 stod bag projekter som Stadion Allé-kvarteret, Badeanstalten Spanien, Store Kapel på Vestre Kirkegård og dobbelthusene på Marienlunds Allé.
Efterhånden kom nye stadsarkitekter og flere opgaver til i Aarhus. I 1940'erne blev stadsarkitektkontoret derfor opdelt i tre forskellige afdelinger med hver deres ansvarsområder. Gennem Stadsarkitektens Kontors historie har projekterne både omfattet arbejde med de helt store linjer vedrørende Aarhus’ og omegnens udvikling, men også mindre detaljer. Opgaverne har spændt lige fra egnsplaner, byplanvedtægter og senere kommuneplaner og lokalplaner til mindre opgaver såsom at arrangere udstillinger på rådhuset eller design af byvåben beregnet til opsætning på sporvogne og busser. Mange opgaver har været almindelige og tilbagevendende som for eksempel vedligeholdelse, bysanering, konsultation for andre kommunale institutioner og opførelse af bygninger som skoler og plejehjem. Indimellem har kontoret dog også udført mere storstilede opgaver som bebyggelsesplaner for helt nye kvarterer eller tegninger af prominente bygninger.
Stadsarkitektens Kontor har således sat sit markante præg på nutidens Aarhus.

## Kommuner i Danmark med stadsarkitekter[4]
- Aalborg Kommune
- Aarhus Kommune
- Esbjerg Kommune
- Frederiksberg Kommune
- Gladsaxe Kommune
- Kolding Kommune
- Københavns Kommune
- Vejle Kommune